# Пропойське староство
Пропойське староство (пол. Starostwo Propojskie, біл. Прапойскае староства) — адміністративна одиниця у складі Річицького повіту Мінського воєводства Великого князівства Литовського провінції Речі Посполитої. Центром Пропойського староства було містечко Пропойськ.

## Історія
- У XIV в. — залежить від Києва, перебуває у складі Великого князівства Литовського.
- У 1430 р. — Пропойськ належав Свидригайлові Ольгердовичу.
- У 1511 р. — отримало податковий привілей. Стає центром староства королівське місто Пропойськ.
- З 1518 р. — згідно Метрики Литовської до складу староство входять села Черишче, Єзьора, Гриби, Лапіче, Головчице (Головаче).
- У 1654–1667 рр. — Період війни між Річчю Посполитою і Московією. Розруха, бунт і війна через вторгнення козаків під командуванням Золотаренко І. Н. і його брата Золотаренко В. Н.[1]. Після чого в 1675 р. залишилося всього 25 населених пунктів у цьому старостві[2].
- У 1700–1721 рр. — період Північної війни, в 1708 р. загинув кожен третій житель староства. 28 вересня 1708 р. відбулася битва шведів і росіян біля села Лєсная. У битві росіяни втратили 1111 чоловік убитими, шведи 8,7 тис. осіб. Загиблих росіян поховали на сільському кладовищі і побудували невелику дерев'яну церкву[2].
- У 1772 р. — Пропойське староство припинило існування після першого поділу Речі Посполитої, територія увійшла до складу Російської імперії. Адміністративний поділ староства було ліквідовано.

## Адміністративний поділ
Староство знаходилося у прикордонній території, і одним з перших було в зоні військових конфліктів. Склад адміністративного поділу змінювався через часті війни з боку московського царя та українських козаків, і через купівлю-продаж населених пунктів. Склад староства ділився на війтівства, двори сіл (пол. wieś) звані ще як «дими», та маєтки. На момент Люстрації 1765 р. до складу староства входили села («вєсі») Рудня Стара, Вірова.
- войтовство Запольське: с. Вашхевіче, Ржавки, Жероли, Ужече, Пойчори, Шотоми, Чіковка, Хорошцяни, Устанна.
- войтовство Запронське: с. Ригайліна, Дольна, Ринковка, Луговка, Дубровка, Лопча, Ржавіце, Припечонка, Соколовка, Усох, Слобода Рабіновка.
- войтовство Засожське (за р. Сож): с. Монастирек, Головчице, Жабень Стари, Жабень Нови, Чудзінь Стари, Чудзінь Нови, Ховни, Кліни, Замощене, Ціговка, Герчна, Желізе, Горна, Палуж, Біруле, Трубільна, Трубільна Нова, Почопи, Княжовка, Усціновіче, Соболе, Берчаки, Волинець, Камьонка, Дубно, Шишковка, Городзецка, Єльна, Бакуновіче, Усце, Травна, Бардзіч, Ясенець, Немильна, Буда, Захоронка, Маластовка, Слобода Стажинка, Слобода Люльня, Слобода Ровнішче, місто Краснополь (Краснополлє), село («вєсь») Єзьори, Мірохоша, Слобода Журавель, Чудзін, Лисовка, Слобода Маліновка, Слобода Буда.
- староство Головчицьке: село («вєсь») Головчице, Слобода Розмисловка, Желізе, Горна, Гриби, Малушин, Янов, Слобода Галузи, Слобода Горна, Бича, Кобиліче, Кошель, Слобода Сцюдзєнєц, Слобода Рудня.
- староство Бичаньського: село («вєсь») Бича, Рохля, Бахань, Куліковка, Кульчице, Кононовка.

## Старости і намісники пропойські
Староство — це державний маєток, який давав великий князь або король на тимчасове користування феодалам як натуральну пенсію за службу.
Послідовно були Чарторийський, Вишневський, Зенович, Солтан, Служка, Красинський, Заронко, Незабітовський, Сапега, Хрептович, Массальський.
- У 1547–1570 рр. — Юрій Миколайович Зенович.
- З 1577 р. — Кшиштоф Зенович, воєвода берестейський.
- З 1614 р. — Миколай Богуслав Зенович.
- З 1622 р. — Олександр Дажбог Сапега.
- Олександр Слушка (Служка).
- Михайло Казимир Радзивілл
- З 1754 р. — Юзеф Адріян Масальський.
- До 1769 р. — Станіслав Бжостовський.
- З 25 квітня 1769 р. — Юзеф Неселовський.
- 16 вересня 1772 р. — у складі Російської імперії, Катерина II подарувала князю Олександру М. Голіцину.